# Oposição (direito)
Na linguagem jurídica, oposição é uma espécie de intervenção de terceiros que alegam terem direito ou interesse sobre o objeto duma ação. O terceiro oponente ingressa no processo para defender um alegado direito que pode ser prejudicado pelo resultado da demanda por estar sendo disputado por outras pessoas. São denominados terceiros todos aqueles que não são parte dos polos processuais. No caso do direito à oposição, os terceiros que utilizarem desse instrumento, são denominados oponentes.
Na definição do Ministro Luiz Fux, "A ação de oposição é instrumento pelo qual um terceiro reivindica direito ou coisa sobre que controvertem autor e réu em um processo já instaurado". Essa ação é bastante antiga e, apesar de já ter possuído outros nomes, já se encontra presente, mesmo que de forma incipiente, no Direito Bizantino. Alguns autores sustentam que surgiu no Direito germânico.

## No Brasil
A oposição visa proteger o interesse jurídico de um terceiro que possa ser diretamente afetado pelo desfecho de uma demanda judicial em que inicialmente não era parte. No Brasil, o Código de Processo Civil de 2015 preceitua esse instrumento jurídico em cinco artigos, a partir do artigo 682 ao artigo 686. 
Trata-se uma nova ação, isto é, uma demanda diferente, em que o opoente figura como autor e haverá um litisconsórcio necessário, sendo os réus os polos da ação originária. Esta ação de oposição deverá ser julgada na mesma sentença que a ação originária, devendo sempre analisar a oposição em primeiro lugar, conforme o artigo 686.
Todavia, a oposição não pode ser utilizada para substituir o polo ativo da demanda. Desse modo, já se pronunciou o Ministro Paulo de Tarso: "A ação de oposição, prevista no art. 682 do Código de Processo Civil, não é cabível quando o objetivo é substituir o autor originário no polo ativo da demanda principal, porém, em respeito ao princípio da instrumentalidade das formas, pode ser aproveitada como ação conexa" (REsp 1.889.164/SC, Rel. Min. Paulo de Tarso Sanseverino, 3ª Turma, j. 21.06.2022, DJe 23.062022).
A redação do artigo 682 é clara ao limitar o momento da oposição ao período anterior à sentença, o que significa que, uma vez proferida a decisão, não seria mais possível ingressar com essa ação incidental. O terceiro que se sentir prejudicado por uma decisão, não usará a oposição propriamente dita. Neste caso, ele poderia tentar outras vias processuais, dependendo das circunstâncias, como a ação rescisória, que busca desconstituir uma decisão transitada em julgado.
"O Código processual determina que ambas as ações tramitem juntas e sejam julgadas pela mesma sentença porque, como o objeto é comum a ambas, a procedência da oposição implica a perda de objeto da ação primeira. Logo, por ser prejudicial à ação originária, a ação de oposição, ainda que no mesmo decisum, deve ser decidida primeiro. Considerado improcedente o pedido veiculado na ação de oposição, supera-se a prejudicial e o juiz passa a julgar a ação originária.
Como a ação de oposição é proposta posteriormente à ação originária, mas deve ser julgada primeiro, o CPC dá a possibilidade ao juiz de suspender8 o curso do processo desta ação para que aquela avance e possa ser julgada antes. A decisão pela suspensão ou não deve ser aquela que atenda melhor ao princípio da duração razoável do processo, mas que também garanta o julgamento, na mesma sentença, das duas ações".